# 苏门答腊金狮
苏门答腊金狮（英文：Sumatran Golden Lion）又称苏门答腊狮（英文：Sumatran Lion）或Cigau，是一种出没于苏门答腊类似狮子的神秘动物。据记载，苏门答腊金狮是一种金黄色皮毛、短尾、体型比老虎略小、颈部有鬃毛的动物，较常目击于Bangko和Mount Kerinci地区一带。神秘动物学家理查德·弗里曼（Richard Freeman）在2003年的实地考察中了解到苏门答腊金狮是一种会主动袭击人类的动物，并记录了一则苏门答腊金狮袭击人类致死的案例。有理论认为，苏门答腊金狮未被记录的猫科动物新种或幸存的史前动物。